# LIBERO
LIBERO war eine Fußballfachzeitschrift, die von 1988 bis 2002 erschien.
Sie wurde herausgegeben von der International Federation of Football History & Statistics (IFFHS) in Wiesbaden. Von 1988 bis 1991 erschien die Zeitschrift unter dem Namen LIBERO. In den Folgejahren erschienen 'LIBERO Spezial deutsch' (1991 bis 1998) und LIBERO international (1992 bis 2002). 
Libero spezial erschien von 1991 bis 1997 als Beilage, die sich insbesondere mit der Fußballgeschichte beschäftigte, so erschienen Ausgaben u. a. zu Themen wie Deutscher Fußballpokal oder zum deutschen Fußball von 1920 bis 1933.

## Belege
1. ↑  Libero, auf d-nb.info, abgerufen am 18. Oktober 2018
2. ↑  Libero / Spezial deutsch, auf d-nb.info, abgerufen am 18. Oktober 2018
3. ↑  Libero international, auf d-nb.info, abgerufen am 18. Oktober 2018